# Digimon Digital Card Battle
Digimon Digital Card Battle, pubblicato in Giappone come Digimon World: Digital Card Arena (デジモンワールド デジタルカードアリーナ?, Dejimon Wārudo Dejitaru Kādo Arīna), è un videogioco realizzato dalla Bandai per PlayStation. 
Il gioco non va confuso con Digimon World: Digital Card Battle, il quale è il prequel di quest'ultimo uscito solo in Giappone.

## Modalità di gioco
Il videogioco è molto diverso dai suoi predecessori dato che Digimon Digital Card Battle è basato esclusivamente sulle carte da gioco. Ogni giocatore ha a disposizione un mazzo di 30 carte formato da Digimon o carte speciali. Durante la partita è possibile la Digievoluzione solo attraverso il sacrificio di Digimon.
All'inizio del gioco il giocatore ha la possibilità di scegliere un Digimon (tra Veemon, Armadillomon e Hawkmon) che sarà il suo partner. Nel proseguimento del gioco, questi Partner diverranno più forti e avranno la possibilità di Armor digievolversi. Nel mazzo è possibile avere più Digimon Partner.

## Accoglienza
Il videogioco ha ricevuto delle valutazioni piuttosto mediocri da parte dei siti web specializzati. Al momento dell'uscita, i quattro recensori della rivista Famitsū hanno dato un punteggio di 28/40. Raffaele Staccini di Multiplayer.it classificò Digimon Digital Card Battle come il decimo miglior gioco della serie.